# Atanas Mihaylov
Atanas Hristov Mihaylov (Sófia, 5 de julho de 1949 - 1 de outubro de 2006) foi um futebolista búlgaro, ele atuava como atacante.

## Carreira
Atanas Mihaylov fez parte do elenco da Seleção Búlgara de Futebol da Copa do Mundo de 1974. 